# Diện tích của Ba Lan
Những con số sau đây thể hiện Diện tích của Ba Lan
- Diện tích lãnh thổ Ba Lan - 322.575 kilômét vuông (124.547 dặm vuông Anh) (bao gồm diện tích đất liền, vùng nước trong và vùng lãnh hải)
- Khu hành chính của Ba Lan - 312.679 kilômét vuông (120.726 dặm vuông Anh). Điều này được tính theo định nghĩa chính thức của đường bờ biển. Một số đơn vị hành chính Ba Lan bao gồm diện tích vùng nước nội địa (8 xã ở voivodeship zachodniopomorskie, 2 xã ở Pomerania Voivodeship và 3 xã ở Warmia-Mazuria Voivodeship). Ở Ba Lan, có 2.005 kilômét vuông (774 dặm vuông Anh) là vùng nước nội địa, nhưng chỉ 791 kilômét vuông (305 dặm vuông Anh) của nó bao gồm trong các đơn vị hành chính theo định nghĩa đường bờ biển. Đó là lý do tại sao khu vực hành chính của Ba Lan không giống với khu vực của Ba Lan. Theo quy ước chung 312.679 kilômét vuông (120.726 dặm vuông Anh) được gọi là (tổng) diện tích của Ba Lan trong bách khoa toàn thư và các nguồn khác.[1]
- Diện tích của Ba Lan (diện tích vùng đất đai của Ba Lan) - 311.888 kilômét vuông (120.421 dặm vuông Anh). Diện tích đất bao gồm nước trên mặt đất (hồ, sông, kênh) và con số này thường được sử dụng khi so sánh diện tích của Ba Lan với diện tích của các quốc gia khác.